# Abuta soukupii
Abuta soukupii är en tvåhjärtbladig växtart som beskrevs av Harold Norman Moldenke. Abuta soukupii ingår i släktet Abuta och familjen Menispermaceae. Inga underarter finns listade i Catalogue of Life.